# Meriam Riahi
Pour les articles homonymes, voir Riahi.
Meriam Riahi, née le 20 janvier 1980, est une tireuse sportive tunisienne.

## Carrière
Meriam Riahi remporte aux championnats d'Afrique 2010 à Tipaza la médaille d'or en carabine à air comprimé à 10 mètres.
Elle est médaillée de bronze en carabine à air comprimé à 10 mètres et médaillée d'argent dans la même épreuve par équipes aux championnats d'Afrique 2014 au Caire puis en carabine à air comprimé à 10 mètres par équipes aux championnats d'Afrique 2015 dans la même ville.
Aux championnats d'Afrique 2022 à Tipaza, elle est médaillée de bronze en carabine à 10 m air comprimé par équipes.